# Mathieu Cozza
Pas d'image ? Cliquez ici

a Compétitions nationales et continentales officielles uniquement.

b Matchs officiels uniquement.
Mathieu Cozza, né le 12 avril 2000 à la Réole, est un joueur de rugby à XIII français évoluant au poste de troisième ligne ou de pilier. Formé à La Réole 13 , Saint-Estève et à St-Estève XIII Catalan, il effectue avec ce dernier ses premiers pas en Championnat de France et y dispute la finale de la  Coupe de France en 2019. En 2021, il dispute son premier match en Super League avec les Dragons Catalans.

## Biographie
Son père, Christian Cozza , est un ancien joueur de rugby à XIII, évoluant notamment à Carcassonne devenu dirigeant de rugby à XIII à Saint-Estève et intendant en chef des Dragons Catalans. Sa mère, Sylvie-Laure Cozza, est vice-présidente du club de Pia.

## Palmarès
- Collectif :
  - Vainqueur du Championnat de France : 2019 (Saint-Estève XIII Catalan).
  - Vainqueur du Championship : 2024 (Wakefield).
  - Vainqueur de la Coupe de 1895 : 2024 (Wakefield).
  - Finaliste de la Super League : 2021 (Dragons Catalans).
  - Finaliste de la Coupe de France : 2019 (Saint-Estève XIII Catalan).

### Détails en sélection
| 1. | 29 avril 2023    | Angleterre     | 0-64 | Test-match | Deuxième ligne | - | - | - | - |
| 2. | 26 novembre 2024 | Pays de Galles | 48-6 | Qualif. CM | Deuxième ligne | - | - | - | - |

### Détails en club
| Saison | Saison              | Championnat  | Championnat | Championnat | Championnat | Championnat | Championnat | Championnat | Coupe         | Coupe      | Coupe | Coupe | Coupe | Coupe | Coupe | Sélection | Sélection | Sélection | Sélection | Sélection | Sélection | Sélection |
| Saison | Saison              | Comp.        | Class.      | M           | Pts         | Ess.        | Buts        | Dp.         | Comp.         | Class.     | M     | Pts   | Ess.  | Buts  | Dp.   | Comp.     | M         | Pts       | Ess.      | Buts      | Dp.       |           |
| ------ | ------------------- | ------------ | ----------- | ----------- | ----------- | ----------- | ----------- | ----------- | ------------- | ---------- | ----- | ----- | ----- | ----- | ----- | --------- | --------- | --------- | --------- | --------- | --------- | --------- |
| 2021   | Dragons Catalans    | Super League | Finaliste   | 3           | -           | -           | -           | -           | Challenge Cup | 1/4 finale | -     | -     | -     | -     | -     |           |           |           |           |           |           |           |
| 2022   | Dragons Catalans    | Super League | 1er tour    | 7           | -           | -           | -           | -           | Challenge Cup | 1/4 finale | -     | -     | -     | -     | -     |           |           |           |           |           |           |           |
| 2022   | ↪ Barrow Raiders    | Championship | 1/2 finale  | 3           | -           | -           | -           | -           |               |            |       |       |       |       |       |           |           |           |           |           |           |           |
| 2023   | Featherstone Rovers | Championship | 1/2 finale  | 21          | 16          | 4           | -           | -           | Challenge Cup | 3e tour    | 1     | -     | -     | -     | -     |           | 1         | -         | -         | -         | -         |           |
| 2024   | Wakefield Trinity   | Championship | Vainqueur   | 11          | 8           | 2           | -           | -           | Challenge Cup | 5e tour    | 1     | -     | -     | -     | -     |           | 1         | -         | -         | -         | -         |           |
| 2024   | Wakefield Trinity   | Championship | Vainqueur   | 11          | 8           | 2           | -           | -           | Coupe de 1895 | Vainqueur  | 3     | 8     | 2     | -     | -     |           |           |           |           |           |           |           |